# Сем Бенкман-Фрід
Семюел Бенджамін Бенкман-Фрід (англ. Samuel Benjamin Bankman-Fried, часто SBF; нар. 5 березня 1992, Стенфорд, Каліфорнія, США) — американський підприємець, засуджений за шахрайство та пов'язані злочини у листопаді 2023 року. Він заснував і очолював криптовалютну біржу FTX, яка була однією з найбільших у світі. Він також заснував та управляв активами Alameda Research, компанії з трейдингу криптовалют. Сем був одним з облич криптосфери і був на 41 місці серед найбагатших американців у 2022 році за версією Форбс 400. 
Публічний успіх Бенкмана-Фріда приховував значні проблеми з шахрайством в FTX. Коли вкладники швидко забрали свої активи через випливання доказів ймовірного шахрайства, компанія зазнала резонансного банкрутства у листопаді 2022 року. 12 грудня 2022 року Сема арештували на Багамах та видали Сполученим Штатам, де йому оголосили сім пунктів звинувачень у шахрайстві.

## Життєпис

### Раннє життя та освіта
Сем Бенкман-Фрід народився в 1992 році в кампусі Стенфордського університету, в єврейській сім'ї Барбари Фрід та Джозефа Бенкмана, професорів Стенфордської школи права. У дитинстві він відвідував літню програму для математично обдарованих старшокласників.
З 2010 по 2014 рік Сем навчався у Массачусетському технологічному інституті. Там він жив у груповому будинку спільного навчання під назвою «Епсілон Тета». У 2012 році він вів блог про утилітаризм, бейсбол і політику. У 2014 році він здобув вищу освіту за спеціальністю «фізика» та «математика».

### Кар'єра
Влітку 2013 року Бенкман-Фрід почав працювати в приватній торговій фірмі Jane Street Capital, що торгує міжнародними БІФ. Після закінчення навчання він продовжив там працювати вже на повну ставку.
У вересні 2017 року Бенкман-Фрід пішов з Джейн Стріт і переїхав до Берклі, де деякий час, з жовтня по листопад 2017 року, працював у Центрі ефективного альтруїзму, як директор з розвитку. У листопаді 2017 року він заснував компанію Alameda Research, яка займається трейдингом. Станом на 2021 рік, Сем володів приблизно 90 % Alameda Research. У січні 2018 року він організував арбітражну угоду з оборотом до 25 мільйонів доларів на день, щоб скористатися вищою ціною біткойнів у Японії порівняно зі США. Після участі у конференції з криптовалют у Макао наприкінці 2018 року, а також надихнувшись одночасним форком Bitcoin Cash, Сем переїхав до Гонконгу. Вже там, заснував FTX, біржу криптовалютних деривативів, у квітні 2019 року, а наступного місяця вона була запущена.
8 грудня 2021 року Бенкман-Фрід, разом з іншими керівниками галузі, дав свідчення перед Комітетом з фінансових послуг щодо регулювання індустрії криптовалют.
Станом на лютий 2022 року щоденний обсяг торгів на біржі FTX становив у середньому 10 мільярдів доларів і налічував понад мільйон користувачів. За 2022 рік Сем посів 60-е місце у списку мільярдерів Forbes зі статком у 24 мільярди доларів США. Однак, коли у середині 2022 року ціни на криптовалюту впали, його власний капітал скоротився приблизно до 8 мільярдів доларів. В той же час, в 2022 році, саме на час звільнення Сема Бенкмана-Фріда з посади гендиректора криптовалютної біржі FTX, журнал Forbes оцінював його статки приблизно в 17 млрд доларів США.
12 травня 2022 року стало відомо, що Emergent Fidelity Technologies Ltd., контрольний пакет акцій якої належить Сему Бенкману-Фріду, купила 7,6 % акцій Robinhood Markets Inc.
Банкман-Фрід є прихильником ефективного альтруїзму та розглядає заробляння грошей, як альтруїзм. Він є членом організації Giving What We Can і заявив, що планує жертвувати більшу частину свого стану благодійним організаціям упродовж свого життя. Його компанія FTX дотримується політики жертвування 1 % свого прибутку на благодійність.
11 листопада 2022 року, FTX оголошена банкрутом, замість Банкмана-Фріда керівником призначено Джона Джея Рея III. У грудні 2022 року, Сема Бенкмана-Фріда, за запитом США, було заарештовано на Багамських островах. Його звинувачують у шахрайстві, змові та відмиванні грошей. Спочатку його відпустили під заставу, проте потім це рішення відкликали через спроби Сема тиснути на свідків.

### Особисте життя
Сем Бенкман-Фрід є веганом До арешту у грудні 2022 року жив на Багамах.

## Судовий процес та ув'язнення
Судовий процес проти Бенкмана-Фріда почався 3 жовтня 2023 року. 2 листопада 2023 року його визнали винним за сімома пунктами звинувачення, в тому числі шахрайстві, змові та відмиванні грошей. 
28 березня 2024 року Сема Бенкмана-Фріда засудили до 25 років ув'язнення з конфіскацією $11 млрд.
22 травня 2024 року, на сторінках видання WSJ було повідомлено, що Сема Бенкмана-Фріда для відбування покарання буде переведено у нову в’язницю, що розташована в місті Мендота (штат Каліфорнія).